# ウッドボール
ウッドボール（woodball）は、マレット（木づち状のクラブ）でボールを打ちゲートを通すことで競うスポーツ競技。ゴルフ、マレットゴルフやゲートボールに近い。屋外では草の上、砂地、または屋内で競技される。
台湾で考案され、近年は国際大会も行われている。中国語では「木球」と呼ばれる。
日本には1998年に紹介されていて、1999年5月に台湾で行われた第１回世界木球選手権大会に参加している。
アジアビーチゲームズでは2008年の第1回大会より正式競技に採用されている。